# 鉄色クローンX
『鉄色クローンX』（メタルクローンエックス）は、鉄色クローンXのセルフタイトルカバー・アルバム。2012年12月5日に極辛レコーズから発売された。このページでは、メタルバンド「鉄色クローンX」についても述べる。

## バンド

### メンバー
- Freddy Lim（ChthoniC） - ヴォーカル[3]
- Marty Friedman - ギター[3]
- MASAKI - ベース
- Kazuhito Saegusa（SUN OF A STARVE） - ドラムス

## アルバム

### 概要
ももいろクローバーZのカバーアルバム。
「Z伝説 〜終わりなき革命〜」のミュージック・ビデオは菅原そうたが監督をしている。

### 収録曲
1. Overture 〜鉄色クローンX参上!!〜
2. Z伝説 〜終わりなき革命〜
3. ピンキージョーンズ
4. 労働賛歌
5. Chai Maxx
6. 全力少女
7. ミライボウル
8. オレンジノート
9. 行くぜっ!怪盗少女
10. 猛烈宇宙交響曲・第七楽章『無限の愛』 〜introduction〜
11. 猛烈宇宙交響曲・第七楽章『無限の愛』
12. Z伝説 ～終わりなき革命～（inst ver.）
13. 猛烈宇宙交響曲・第七楽章『無限の愛』（inst ver.）

CD EXTRA：Z伝説 〜終わりなき革命〜MUSIC VIDEO 